# Бабати
Бабати (на английски и на суахили: Babati) е град и едноименна област в танзанийския регион Маняра. Той е столица на едноименната област, а същевременно и административна столица на региона Маняра.
На север областта граничи с региона Аруша, на югоизток с областта Симанджаро, на юг със столичния регион Додома, на югозапад с областта Хананг, а на северозапад с областта Мбулу.
Според данни от 2012 г. населението на града е 57 909 души.